# Cacia olivacea
Cacia olivacea là một loài bọ cánh cứng trong họ Cerambycidae.